# Strzelin
Strzelin là một thị trấn thuộc huyện Strzeliński, tỉnh Dolnośląskie ở miền tây nam Ba Lan. Thị trấn có diện tích 10 km². Đến ngày 1 tháng 1 năm 2011, dân số của thị trấn là 12113 người và mật độ 1171 người/km².